# Boudica
Boudica fue una reina guerrera de los icenos, que acaudilló a varias tribus britanas, incluyendo a sus vecinos los trinovantes, durante el mayor levantamiento en Britania contra la ocupación romana, entre los años 60 del siglo I, durante el reinado del emperador Nerón. Estos hechos fueron narrados sobre todo por dos historiadores, Tácito (en sus Anales y en La vida de Julio Agrícola) y Dion Casio (en Historia romana).
Su nombre significaba ‘victoria’. También se la conoce como Búdica, Buduica, Bonduca o por su forma latinizada de Boadicea.

## Datos biográficos

Localización del territorio de los icenos en Inglaterra oriental; se muestran los condados modernos.

Tácito y Dion Casio coinciden en que Boudica provenía de una familia de aristócratas icenos. De ella narra Dión Casio que «poseía una inteligencia mayor que la que generalmente tienen las mujeres», que era alta, de voz áspera y mirada feroz, cabello pelirrojo hasta la cadera, túnica de muchos colores y un manto grueso ajustado con un broche. Siempre usaba un grueso collar de oro, posiblemente un torque, aditamento que entre los pueblos celtas siempre significaba nobleza.
Su esposo Prasutago (Prasutagus), probablemente llamado Esuprasto (Esuprastus), era el rey de los icenos, tribu que habitaba la zona del actual Norfolk (al este de Inglaterra). Al principio no fueron parte del territorio invadido por los romanos, porque tuvieron el estatuto de aliados durante la conquista romana de Britania llevada a cabo por Claudio y sus generales en el año 43.
Como todos los pueblos celtas, daban gran importancia a su independencia, habiéndose dado varios roces entre los romanos y los icenos con anterioridad al levantamiento del año 60, el más importante de los cuales se verificó cuando el entonces gobernador de Britania Publio Ostorio Escápula los amenazó con desarmarlos.
Sin embargo, Prasutago vivió una larga vida de riqueza. El problema era que no tenía hijos varones sino dos hijas y que, aunque la realeza podía pasar a sus hijas según la costumbre celta, ello sin embargo no aseguraba la independencia formal frente al Imperio romano, ya que para los celtas existe igualdad entre el hombre y la mujer pero para los romanos no; por eso a Roma se le ocurrió la idea de nombrar al emperador romano coheredero de su reino, junto con sus dos hijas, Isolda y Sorya. Este tipo de testamentos era habitual en la época romana (por ejemplo, la donación del reino de Pérgamo), pues así se conseguía que, al menos durante la vida del rey vasallo, se respetara un estatus de semi-independencia.
Debido a estos factores y a que la ley romana solo permitía la herencia por línea paterna, cuando Prasutago murió, su idea de preservar su linaje fue ignorada, y su reino fue anexionado como si hubiera sido conquistado. Las tierras y todos los bienes fueron confiscados, y los nobles tratados como esclavos. Debido a que Prasutago había vivido pidiendo prestado dinero a los romanos, al fallecer él todos sus súbditos quedaron ligados a esa deuda, que Boudica, la entonces reina, no podía pagar.
Dion Casio dice que los publicanos romanos (incluido Séneca el Joven) desencadenaron la violencia saqueando las aldeas y tomando esclavos como pago de la deuda. Tácito parece apoyar esto al criticar —en referencia a este tema— al procurador Cato Deciano por su "avaricia". De acuerdo con Tácito, los romanos azotaron a Boudica y violaron a sus dos hijas, lo que desató la furia incontenible de la reina.
En el año 60 o 61, mientras el gobernador Cayo Suetonio Paulino estaba en el norte de Gales llevando a cabo una campaña en la isla de Mona, hoy Anglesey, que era un refugio de los británicos rebeldes y un centro druídico, los icenos conspiraron, entre otros, con sus vecinos los trinovantes, para levantarse contra los romanos y eligieron a Boudica como su líder.
Es posible que se inspiraran en el ejemplo de Arminio, el príncipe de los Queruscos, que en el año 9 había masacrado a tres legiones romanas en la batalla del bosque de Teutoburgo o que recordaran a sus propios ancestros, que habían luchado contra Julio César cuándo este desembarcó por dos veces en Britania.
Lo cierto es que Dion Casio dice que Boudica empleó un método de adivinación liberando a una liebre de entre los pliegues de su ropa e interpretando la dirección en que corría, e invocó a Andraste, la diosa britana de la victoria.
El primer blanco de los rebeldes fue Camulodunum (Colchester), la antigua capital de Trinovantia, que se había convertido en colonia romana. Los soldados veteranos romanos se habían establecido allí siguiendo la costumbre romana, y se había erigido un templo al emperador Claudio a expensas de los trinovantes. Esto hizo que la ciudad se convirtiera en un foco de resentimiento.
El futuro gobernador, Quinto Petilio Cerial, entonces legado de la Legión IX Hispana, intentó socorrer a la ciudad con un destacamento de esa legión, pero sus fuerzas fueron derrotadas. Su infantería fue emboscada en una zona boscosa y solo el comandante y parte de su caballería consiguieron escapar. Deciano Cato, provocador de los acontecimientos por su codicia, consideró más prudente poner tierra de por medio y huyó hacia la Galia.

Mapa de la ciudad de Londinium (actual Londres) durante la época tardía del Imperio romano. Dicha ciudad fue atacada y saqueada por las fuerzas rebeldes al mando de Boudica.

Cuando las noticias llegaron a Cayo Suetonio Paulino (gobernador de Britania), este ordenó dirigirse a Londinium, el próximo objetivo de Boudica; pero ante la imposibilidad de defenderla, se retiró de la ciudad, permitiendo así a Boudica incendiarla y masacrar a sus habitantes. Suetonio Paulino no llegó a tiempo para defender Verulamium, y la ciudad también fue arrasada.
Por fin, Suetonio y Boudica entablaron combate en la batalla de Watling Street, en un lugar todavía no determinado, en la ruta actualmente llamada Watling Street, entre la antigua Londinium y Viroconium (actualmente Wroxeter, en Shropshire).
Los romanos estaban en gran inferioridad numérica, 5 a 1 aproximadamente, pero se ubicaron en un terreno rodeado de bosques, donde no podían ser flanqueados, rebasados ni emboscados. El ejército romano estaba bien disciplinado y armado; el de Boudica era muy numeroso pero poco uniforme en cuanto a las armas que portaban y a la edad de los guerreros, desde niños de 10 años hasta ancianos, lo que era común en la cultura celta.
La noche previa a la batalla, después de ordenar levantar el campamento, Suetonio solicitó ser despertado tan pronto el ejército rebelde se presentase en el campo de batalla. Cuando ello ocurrió, las legiones se formaron en filas de siete en fondo, con sus escudos, espadas y lanzas (dos por cada soldado). Cuando Suetonio vio que en el campo enemigo los carros de transporte y las familias de los guerreros habían sido colocados detrás de los combatientes, comprendió que había ganado la batalla. Cuando la infantería britana atacó, las mucho más disciplinadas formaciones romanas hicieron caer sobre ellos una lluvia de lanzas que diezmó sus primeras líneas. Eso sumió en la confusión a los britanos y los hizo retroceder, dejando en el campo gran cantidad de muertos. Suetonio ordenó a sus soldados avanzar a paso lento pero sostenido, en una línea en forma de sierra dentada, cubriendo sus flancos con sus escudos. Al verlos venir, los guerreros de Boudica volvieron a cargar, encajonándose entre los "dientes" de las filas romanas. Los legionarios de la primera hilera, defendidos por los escudos, atravesaron con sus espadas a centenares de atacantes, casi sin recibir daños. Al cabo de cuatro o cinco minutos de combate, a una señal de sus oficiales, dejaban el puesto al que formaba detrás, colocándose en la última posición. Eso permitía entrar en combate a soldados "frescos" y recuperar fuerzas a los que habían peleado.

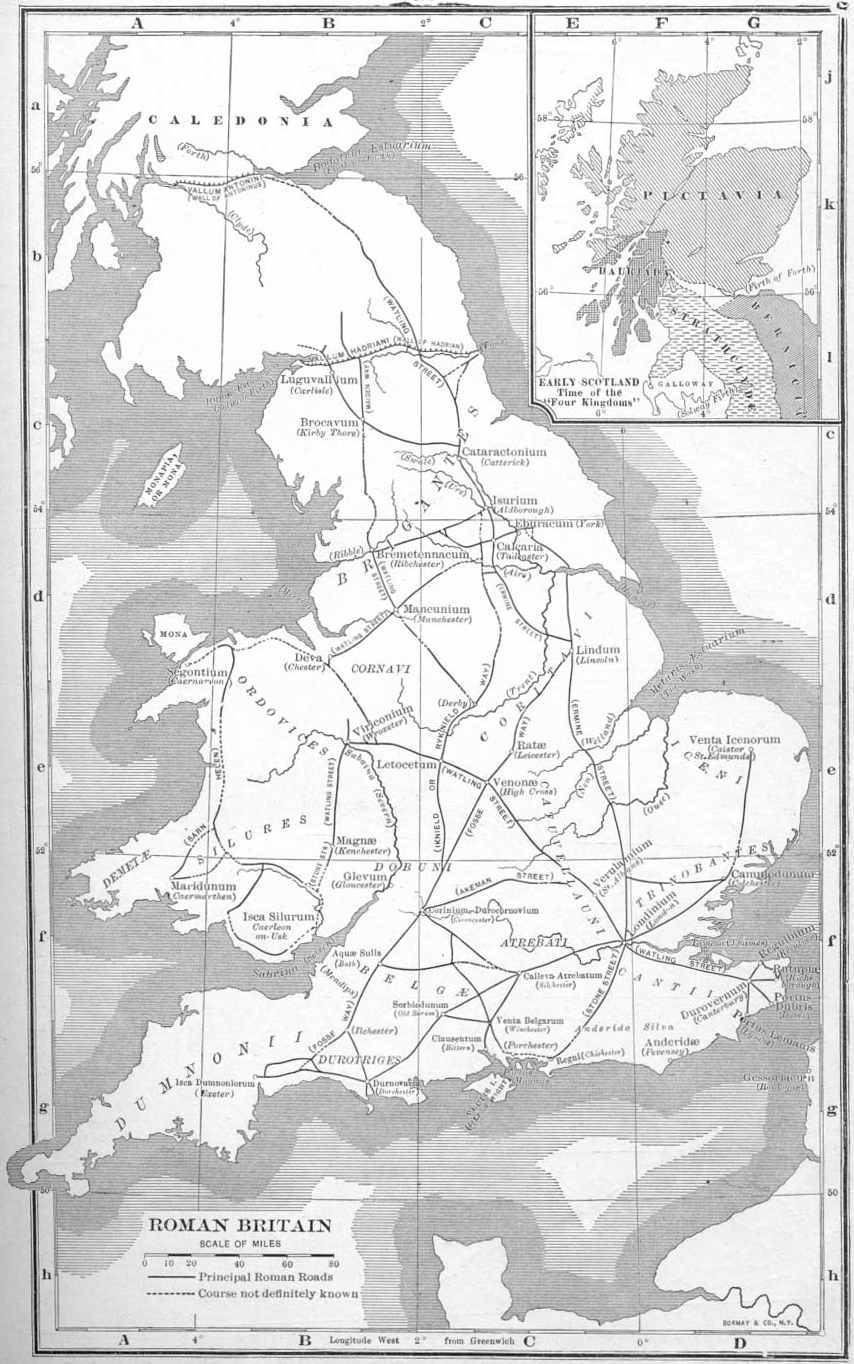
Mapa de las rutas romanas en Britania, en el

La masacre fue total y, al no poder perforar la formación enemiga, los britanos sintieron pánico y comenzaron a retroceder, aplastándose unos a otros mientras los romanos seguían su avance implacablemente.
En su desesperación por huir, los britanos no solo empujaron a los guerreros que avanzaban detrás sino a las mujeres, niños y ancianos que aguardaban el desenlace de la batalla en la cercanía de los carros. La avalancha que produjeron fue tal que cerca de 40 000 murieron aplastados entre los combatientes en desbandada y los vehículos que impedían la retirada.
Los romanos no tuvieron piedad, ni siquiera de las mujeres embarazadas o de los niños, y durante horas se dedicaron a masacrar a los heridos y a perseguir a los que habían logrado traspasar la línea de los carromatos.
Boudica acabó suicidándose con veneno para evitar que los romanos la atraparan, según Tácito, aunque Dion Casio da otra versión de los hechos. Boudica y sus dos hijas, que estuvieron presenciando el curso de la batalla, nunca fueron encontradas muertas.
Tal fue el grado de violencia que los romanos aplicaron que durante los cuatro siglos siguientes la provincia se mantuvo en paz. Incluso el emperador Nerón calificó de "muy duro" el castigo infligido a los celtas que lucharon en esa batalla.

### Historia y literatura

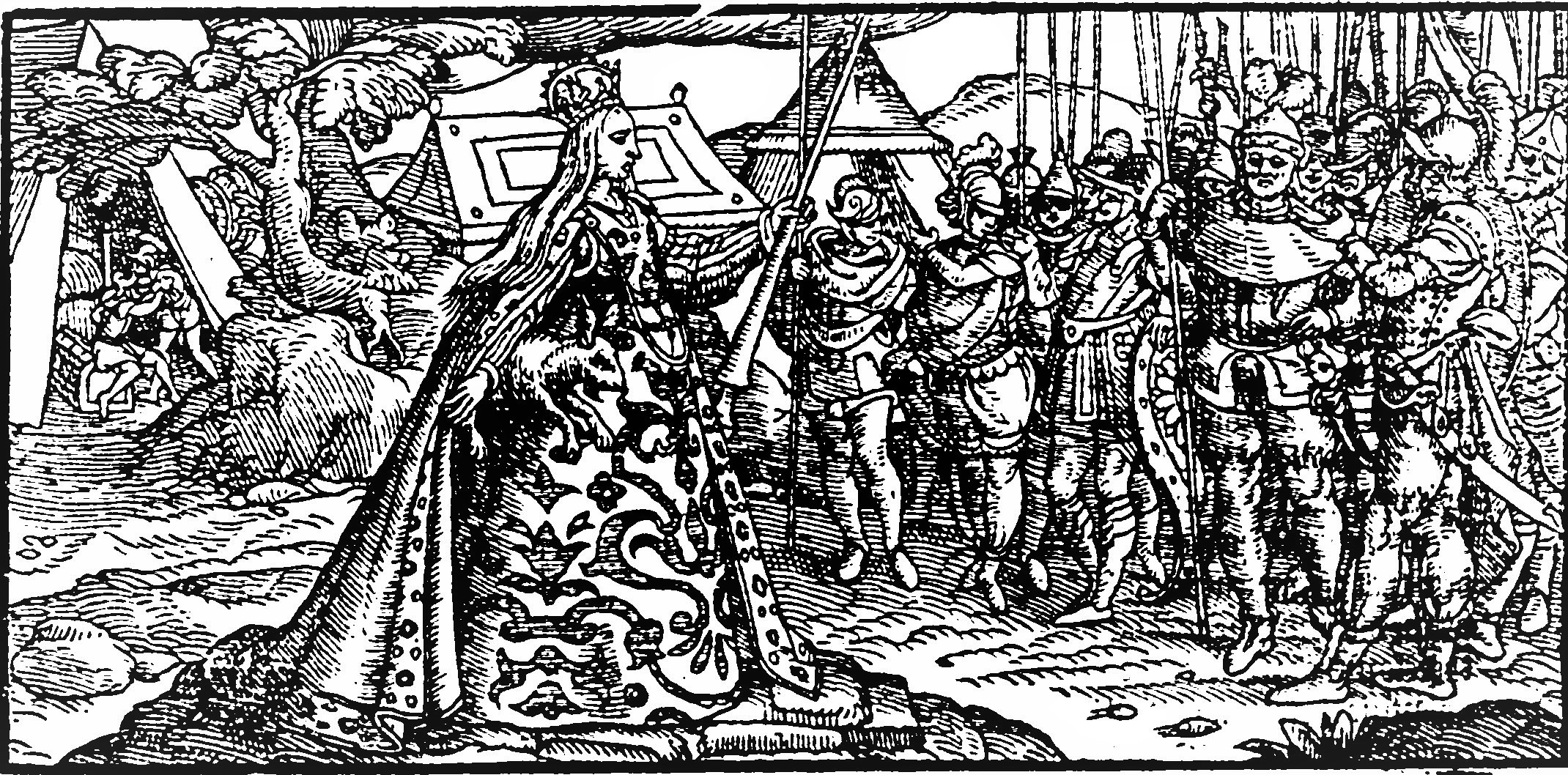
Boudica en Holinshed’s Chronicles (1577)

Boudica fue olvidada durante la Edad Media. No aparece en la Historia ecclesiastica gentis Anglorum de Beda el Venerable, ni en la Historia Regum Britanniae de Godofredo de Monmouth.
Pero el redescubrimiento de las obras de Tácito y Dion Casio durante el Renacimiento permitió a Polidoro Virgilio reintroducirla en la historia británica en 1534. Sin embargo, malinterpretó que la “Voadicea” que encontró en Tácito era distinta que la “Bunduica” de Dion Casio.
La historia de Boudica también está incluida en The Chronicles of England, Scotlande, and Irelande o Crónicas de Inglaterra, Escocia e Irlanda, de Raphael Holinshed, e inspiró a Francis Beaumont y a John Fletcher —dos contemporáneos de Shakespeare (más jóvenes que él)— a escribir la obra de teatro Bonduca en 1610.
En 1782 William Cowper escribió un popular poema, Boadicea, an ode.
En la era victoriana, la fama de Boudica tomó proporciones legendarias. La reina Victoria fue considerada su epónima por Alfred Lord Tennyson, el poeta laureado de la reina, que en su honor escribió el poema «Boadicea».
También se puso su nombre a un buque de guerra, el HMS Boadicea.
El príncipe Alberto de Sajonia-Coburgo-Gotha financió una gran estatua de bronce de Boudica y sus hijas en su carro de guerra (anacrónicamente adornado con guadañas al estilo del Imperio persa); el conjunto fue creado por Thomas Thornycroft. Se instaló en 1905 cerca del puente de Westminster y el palacio de Westminster, sede del Parlamento británico, en Londres, con dos versos del poema de Cowper dedicado a ella, que se refieren al imperio británico:
«Regiones que el César nunca conoció /
tus herederos dominarán».
Irónicamente, la gran rebelde luchadora contra un imperio era identificada en la época victoriana con la emperatriz del nuevo.

### ¿Boudica o Boadicea?
Hasta fines del siglo XX, Boudica era más conocida como Boadicea, un nombre que probablemente se deba a un error de transcripción cuando el manuscrito de Tácito fue copiado en la Edad Media.
Su nombre adopta varias formas en los manuscritos: Boadicea y Boudicea en Tácito; Βουδουικα, Βουνδουικα y Βοδουικα en Dion Casio, pero es casi seguro que originalmente era Boudica, derivada de la palabra céltica bouda: ‘victoria’ (del protocelta boudīko: ‘victorioso’); en irlandés buada, buaidheach, y en galés buddug.

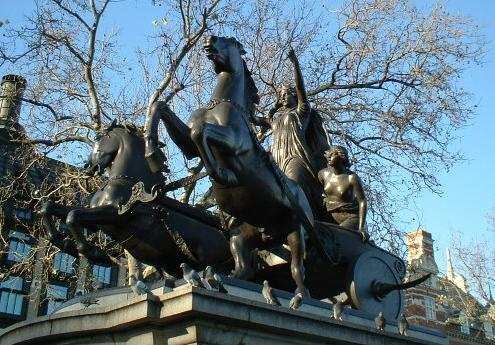
Estatua de Boudica en el Westminster Millennium Pier, Londres.

El nombre puede hallarse en inscripciones como “Boudica” en Lusitania, “Boudiga” en Burdeos y “Bodicca” en Bretaña.
Basándose en el desarrollo posterior del galés y el irlandés, se ha determinado que la ortografía correcta del nombre es Boudica, pronunciado boudíka /bəʊˈdiːka:/, aunque muchos pronuncian erróneamente búdika /ˈbuːdɪkə/.
Sin embargo, en febrero de 2015, en excavaciones en Cirencester (Gloucestershire) apareció una estela fúnebre en la que se menciona a una difunta que según parece se llamaba Bodica. No solo es la primera vez que se atestigua el nombre en Britannia, sino que sin duda este caso planteará nuevos debates sobre la corrección del que citaban las fuentes literarias.

## Reconocimiento
Boudica forma parte de la instalación de la artista feminista Judy Chicago, The Dinner Party. Esta es una historia simbólica de la mujer en la civilización occidental que representa a 1.038 mujeres de la historia -39 de ellas están representadas por cubiertos y otras 999 en los nombres que están inscritos en The Heritage Floor sobre el que descansa la mesa. Chicago y su equipo decidieron utilizar imágenes celtas para representarla como reina guerrera.